# NGC 6183
NGC 6183 este o galaxie spirală situată în constelația Triunghiul Austral. A fost descoperită în 25 aprilie 1835 de către John Herschel. Se află la o distanță de 69,52 de megaparseci de Pământ.